# Cricotopus obtusus
Cricotopus obtusus är en tvåvingeart som beskrevs av Hirvenoja 1973. Cricotopus obtusus ingår i släktet Cricotopus och familjen fjädermyggor. Arten har ej påträffats i Sverige. Inga underarter finns listade i Catalogue of Life.